# Isabel de Coïmbra
Isabel de Coïmbra (Portugal, 1 de març de 1432 — Évora, 2 de desembre de 1455) va ser reina consort de Portugal (1448-1455).

## Primers anys
Va ser la tercera filla de l'infant Pere de Portugal, duc de Coïmbra, i la seva esposa, Elisabet d'Urgell. Era neta per línia paterna de Joan I de Portugal i per línia materna neta del comte Jaume II d'Urgell i de la infanta Isabel d'Aragó. Va ser educada en un ambient religiós i pietós, però ben aviat també va començar a ser educada per ser reina, després de la mort del rei Eduard I de Portugal i la minoria d'edat d'Alfons V, durant part de la qual va actuar com a regent la reina vídua, Elionor d'Aragó, que va promoure ràpidament el compromís del rei amb Isabel, filla del seu cunyat, que va acceptar de manera immediata. Amb tot, amb els anys, a causa de pressions, Elionor va retirar la proposta, però Pere va actuar amb el suport de part de la noblesa, el clergat i els consells de les ciutats per ser nomenat corregent i, finalment, únic regent d'Alfons V. Va recuperar la proposta de matrimoni entre Isabel i Alfons, ratificat el 1441 a les Corts de Torres Vedras i el 1442 en una butlla d'Eugeni IV, que el dispensava de la consanguinitat.

## Reina de Portugal
Per tant, només amb nou anys, Isabel començar a ser anomenada reina a la documentació, malgrat no haver tingut lloc encara la cerimònia litúrgica del matrimoni, però se la va dotar de casa pròpia, dames, criats, oficials i els ingressos necessaris per mantenir-se, amb tot de terres amb les seves jurisdiccions, que havien estat de la reina vídua, morta el 1445. El maig de 1448, quan tenia setze anys, es va casar amb Alfons V. Aquella mateix any, el rei va prendre com a conseller a Alfons I de Bragança. Les relacions entre el rei i l'infant Pere, pare d'Isabel, ben aviat es van tornar tenses, perquè el rei va rebre pressions d'antics partidaris de la reina Elionor perquè fes fora del govern a l'infant, que havia allargat la regència a petició del monarca. L'infant Pere va caure en desgràcia després del llançament d'acusacions mútues amb el rei i d'alçar-se en armes en contra d'ella, malgrat que Isabel va intentar fer de mitjancera entre ambdós. No obstant això, el rei i l'infant es van enfrontar el 20 de maig de 1449 a la batalla d'Alfarrobeira, a resultes de la qual Pere va morir.
La reina va evitar veure's arrossegada per la situació de la seva família perquè es va mantenir sempre fidel, fins i tot quan es van confiscar els béns i terres del ducat de Coïmbra i la seva família va ser dispersada pel regne i per l'estranger, tant la seva mare com els seus germans. Des d'aleshores, Isabel va treballar de manera discreta per restaurar l'honor de la seva família i la rehabilitació de la memòria del seu pare, i segons Bolton i Meek es va fer càrrec del patrimoni del ducat de Coïmbra fins a la tornada del seu germà Joan, que es va haver d'exiliar. El 8 d'agost de 1450, pocs anys abans de la seva mort, va aconseguir del seu espòs que la seva mare fos allotjada als palaus de Montemor-o-Velho i Coïmbra, antigues propietas seves, i que se li atorguessin algunes viles en jurisdicció i una renda de 120.000 rals de manteniment per a ella i la seva filla Caterina, germana d'Isabel. Així mateix, va aconseguir que el seu marit accedís a que l'infant Pere fos enterrat al panteó reial. Isabel va fer honrar el seu pare amb una gran cerimònia d'exoneració a la cort i el va fer enterrar de nou de manera fastuosa.

## Mort
La reina va morir a Évora el 2 de desembre de 1455, segons està documentat, a causa d'un «flux de sang», tot i que hom afirma que va ser enverinada. Va ser enterrada al monestir de Batalha. Es conserven dos testaments de la reina, el segon dels quals incomplets, i en tot cas no feia esment dels fills supervivents del matrimoni Allfons V, la infanta Joana i el príncep Joan, si bé havien tingut un tercer fill, també anomenat Joan, que havia mort en la infància el 1455. En tot cas, a causa d'aquesta omissió, el rei Alfons va fer complir parcialment el testament de la seva esposa, atès que va donar dos terços de la fortuna materna als seus fills. Un cop pagats els deutes, també es va fundar el monestir de Sant Joan Evangelista, tal com es demanava en el testament.